# Augustinerstraße 8 (Esslingen)

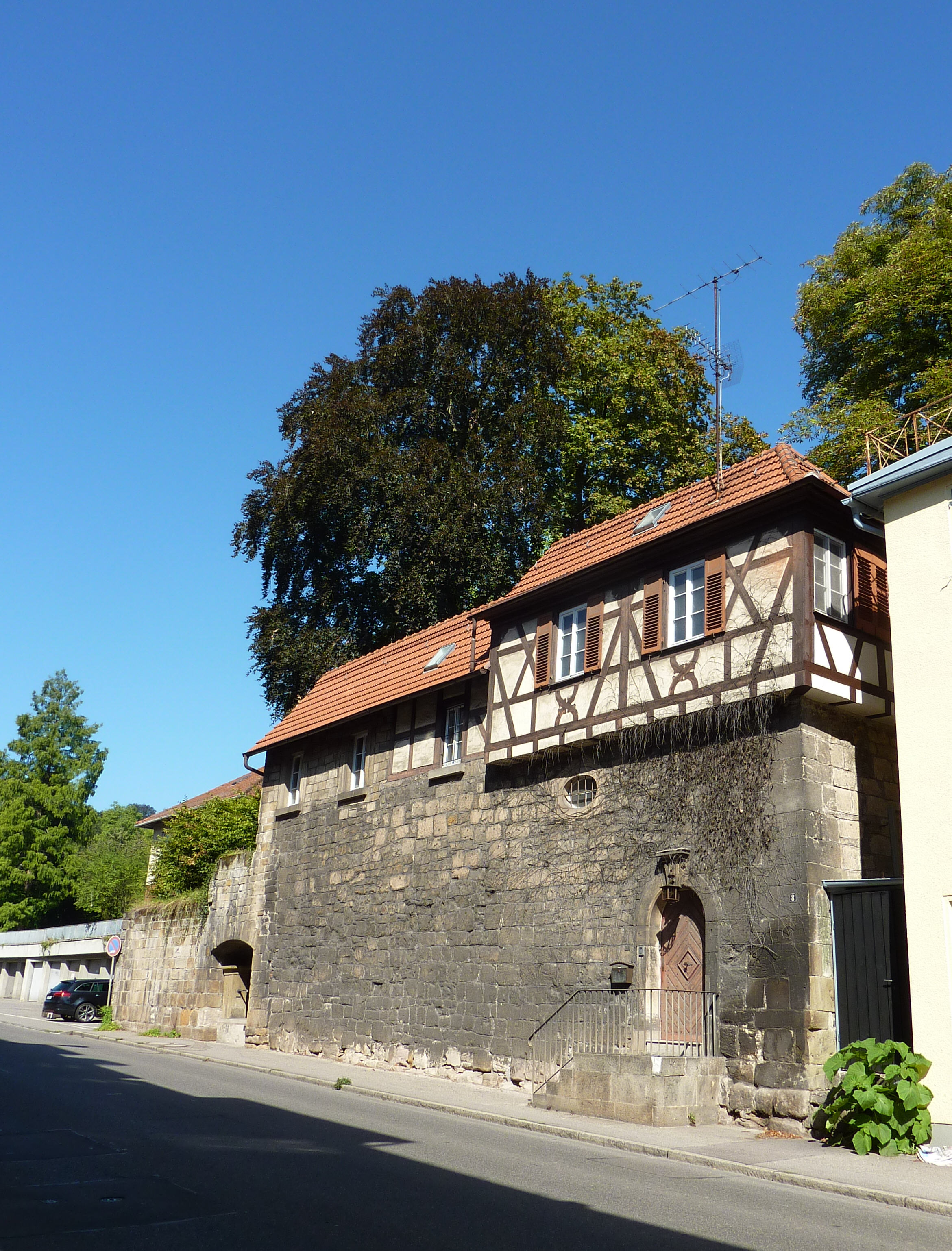
Augustinerstraße 8

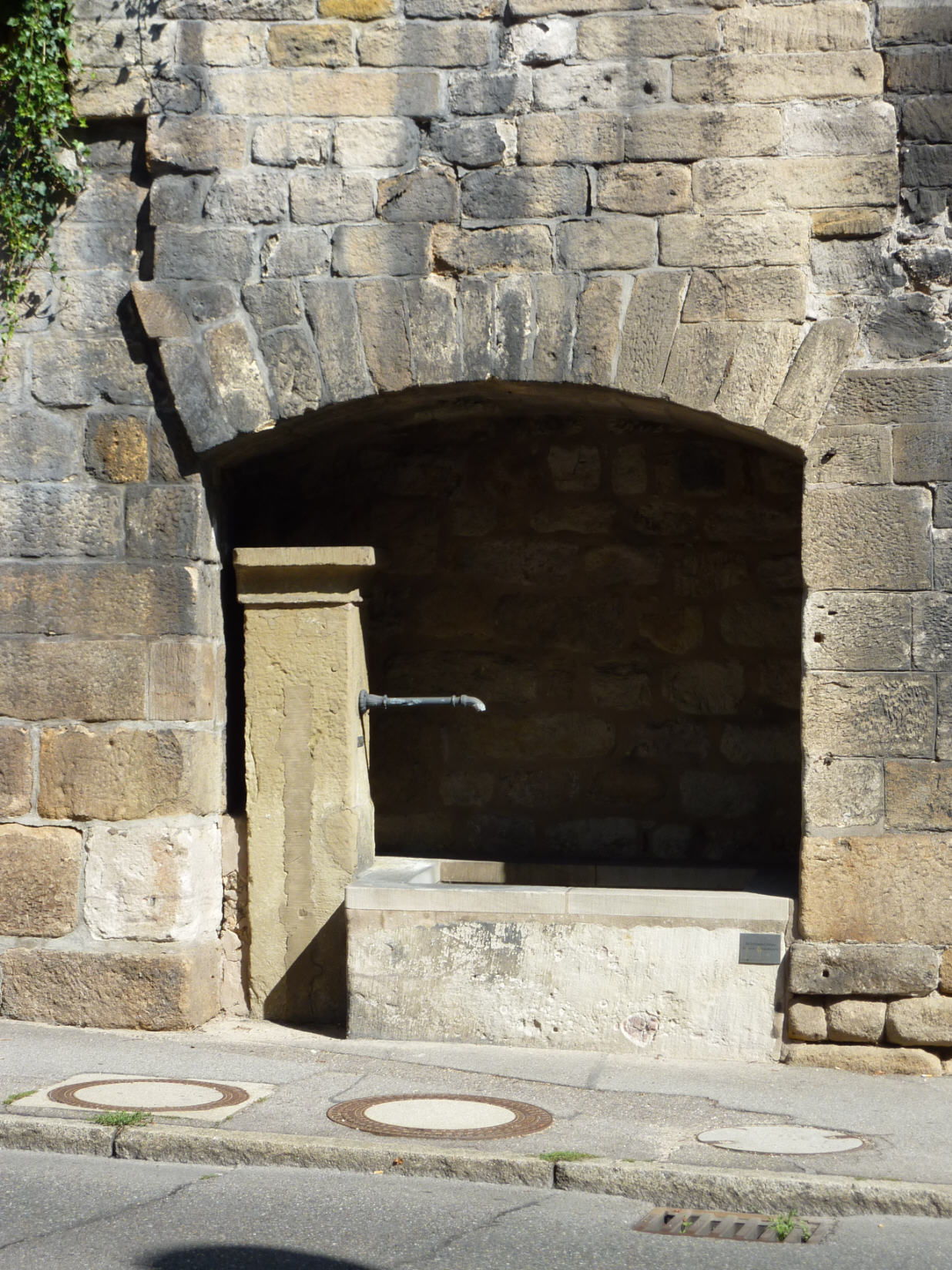
Augustinerbrunnen

Das Haus Augustinerstraße 8 in Esslingen am Neckar ist ein mittelalterliches Bauwerk.

## Geschichte
Die Basis des Gebäudes bilden Mauern des seit 1282 urkundlich belegten Augustiner-Eremiten-Klosters, das 1550 profaniert wurde. Auf ein hohes Bruchstein- und Quadersockelgeschoss wurde im 16. Jahrhundert ein zweiteiliger Fachwerkbau aufgesetzt, der auf der rechten Seite etwas vorkragt. An der Gebäudeecke befindet sich ein Quader mit Wappenschild, Steinmetzzeichen und der Jahreszahl 1591, die sich vermutlich auf den vorkragenden Fachwerkteil bezieht. Die genasten Andreaskreuze und die Kopfbänder dieses Gebäudeteils sind typisch für das späte 16. Jahrhundert. Über dem Rundbogenportal auf der Straßenseite befindet sich ein Schlussstein aus dem Jahr 1784. Offenbar fand damals ein Umbau des Gebäudes statt. Die Eingangstür dürfte aus derselben Zeit stammen. An der Nordseite wurden im 20. Jahrhundert Anbauten angefügt.

## Augustinerbrunnen
In einer Nische unmittelbar links des Gebäudes befindet sich der Augustinerbrunnen, ein Laufbrunnen mit einem rechteckigen Brunnentrog und einer Auslassröhre aus dem 19. Jahrhundert. Das Wasser stammt aus der Mayernwalder Quelle in Krummenacker.